# Vancouver City Hall

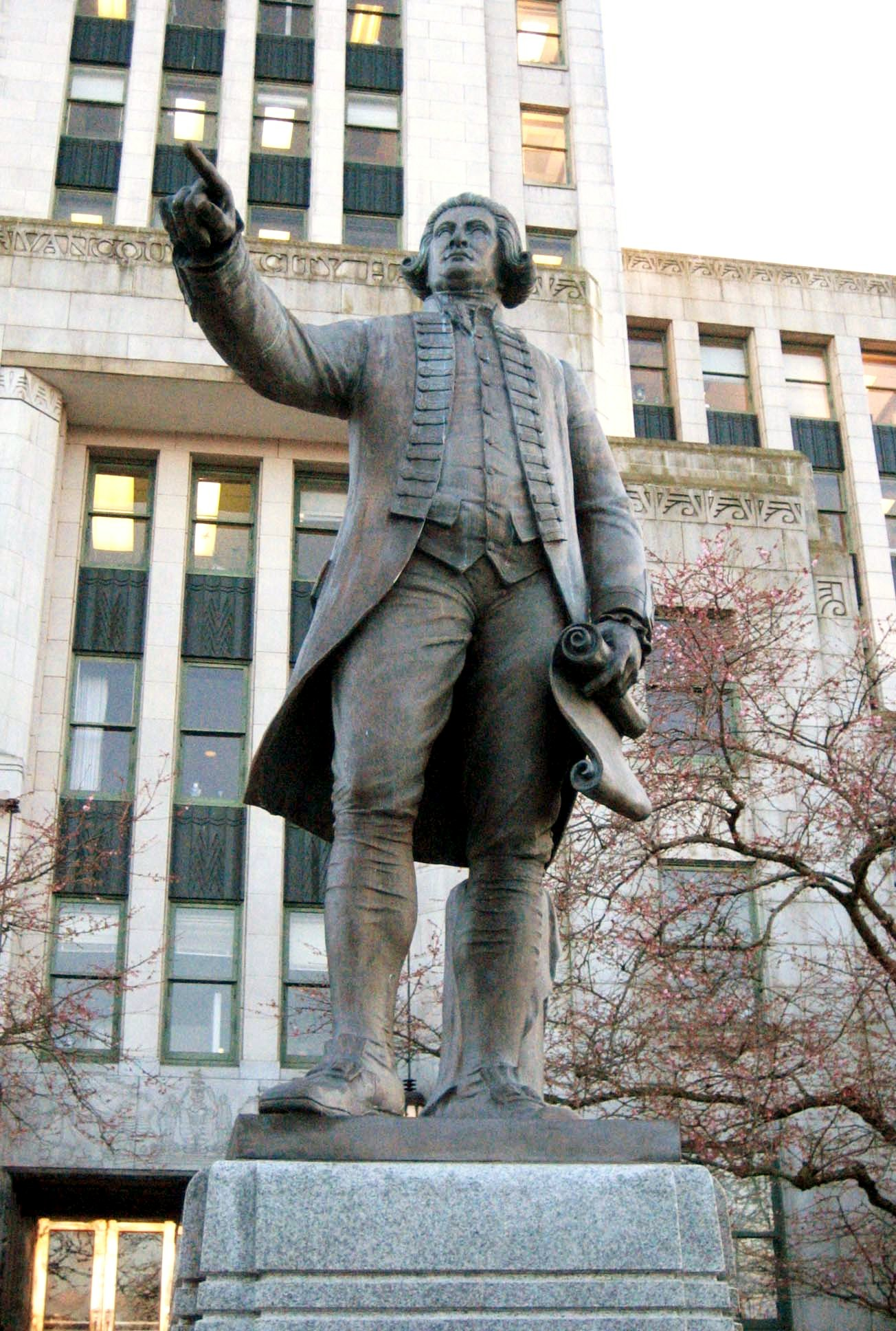
Estátua a George Vancouver, na fachada do edifício.

O Vancouver City Hall é a prefeitura municipal de Vancouver, Colúmbia Britânica. O edifício foi projetado pelo arquiteto Fred Townley e Matheson, e construído por Carter, Halls, Aldinger e Companhia. O prédio possui uma torre doze andares (sendo o ponto 323 metros acima do nível do mar) com um relógio no topo.